# Gonbad-e Kavus (shahrestan)
Gonbad-e Kavus (persiska: گنبد كاووس), eller Shahrestan-e Gonbad-e Kavus (شهرستان گنبد كاووس), är en delprovins (shahrestan) i Iran. Den ligger i provinsen Golestan, i den norra delen av landet. Administrativt centrum är staden Gonbad-e Kavus.
Delprovinsen hade 348 744 invånare 2016.